# Carlo Annovazzi
Carlo Annovazzi (n. 24 de mayo de 1925 - 10 de octubre de 1980) fue un futbolista italiano que jugó para el AC Milan, Atalanta, Ancona, Gallaratese y Città di Castello.
Representó también a la Selección de fútbol de Italia en la Copa Mundial de Fútbol de 1950, siendo capitán de la misma entre 1952 y 1953.

## Clubes
| Club              | País   | Año       |
| ----------------- | ------ | --------- |
| A.C. Milan        | Italia | 1945-1953 |
| Atalanta B.C.     | Italia | 1953-1958 |
| A.C. Ancona       | Italia | 1958-1959 |
| Gallaratese       | Italia | 1959-1960 |
| Città di Castello | Italia | 1960-1961 |